# Elenga

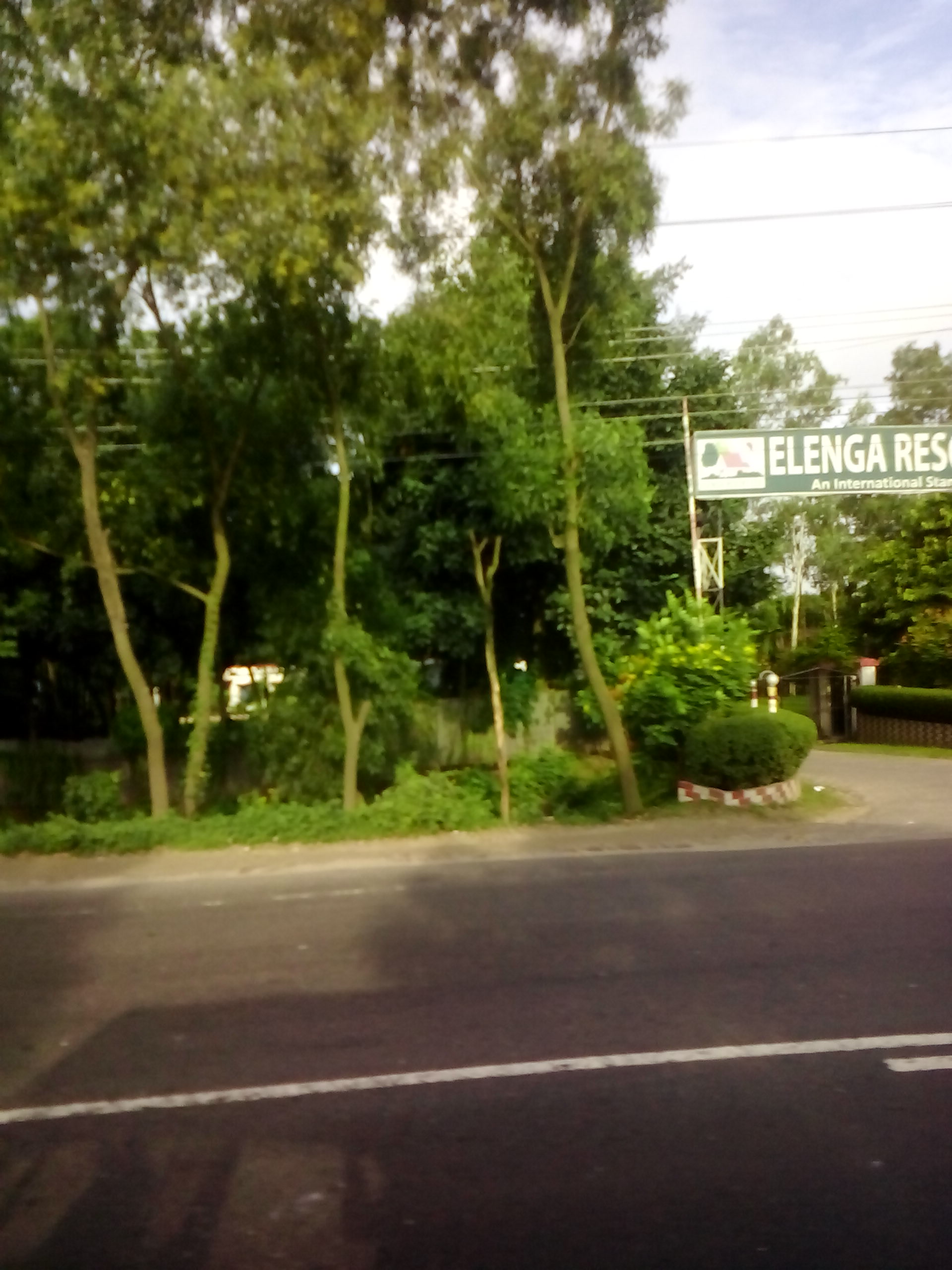
Elenga Resort, Tangail

Elenga (bengalisch এলেঙ্গা) ist eine Stadt (Pourashava) im Upazila Kalihati des Distrikts Tangail in Bangladesch. Die Stadt liegt ca. 10 km nördlich von Tangail und ca. 105 km nordwestlich von Dhaka.

## Geographie
Die Elenga Municipality liegt am Fluss Lowhajong (Bongshai), welcher im Westen der Stadt verläuft. Die N4 verläuft von Norden nach Süden durch den Ort und die N405 zweigt im Ort nach Nordwesten ab. Die N4 führt südlich des Ortes eine Brücke über den Fluss. Am Ortszentrum führt die Bongshai River Bridge mit der Elenga-Mogra-Road nach Westen über den Fluss.

## Verwaltung
Der Ort ist aufgeteilt in so genannte Wards
| Ward No. | Region Name                                                |
| -------- | ---------------------------------------------------------- |
| 01       | Dewlia Bari, Bhabla, Sherpur                               |
| 02       | Chandra Patal, Rouha, Hakimpur, Rajabari                   |
| 03       | Fultala, Bhangabari, Mirpur                                |
| 04       | Kurighuria, Hayatpur, Hijuli, Chakrahnathpur, Pathailkandi |
| 05       | Bashi                                                      |
| 06       | Moshajan, Baniabari, Elenga, Maheshpur                     |
| 07       | Masinda, Chechua, Chinamura                                |
| 08       | Saruppur, Hinnaipara, Pouli                                |
| 09       | Mahela                                                     |

Shafi Khan wurde am 28. März 2013 zum ersten Bürgermeister (mayor) von Elenga Municipality. Nur Alam Siddiqui wurde am 29. März 2018 gewählt.

## Bildung
In der Stadt gibt es Grund- und weiterführende Schulen, sowie technische Schulen:
- Government Shamsul Hoque College, Elenga
- Lutfar Rahman Motin Mohila College, Rajabari
- Government Elenga High School, Elenga
- Jitendra Bala Girls High School, Elenga
- Elenga Government Primary School
- Rajabari Government Primary School

## Persönlichkeiten
- Debapriya Bhattacharya – Ökonom, Research fellow of CPD
- Manna – Schauspieler, Produzent

## Sehenswürdigkeiten
- Elenga Resort
- Elenga Old Landlord House[6]
- Fultala Ashrafia Jame Mosque[6]
- Bismilla Horti Culture, Fultala
- Rouha Sutradhar Para-Tempel
- Rajabari LP Gas Field